# Yanomamia
Yanomamia — рід ящірок родини гімнофтальмових (Gymnophthalmidae). Представники цього роду є ендеміками Гаяни.

## Види
Рід Yanomamia нараховує 2 види:
- Yanomamia guianensis (MacCulloch & Lathrop, 2001)
- Yanomamia hoogmoedi (Kok, 2008)